# Flagelloscypha subnuda
Flagelloscypha subnuda är en svampart som beskrevs av Agerer 1983. Flagelloscypha subnuda ingår i släktet Flagelloscypha och familjen Niaceae.   Inga underarter finns listade i Catalogue of Life.